# Associação Recreativa e Cultural do Vale do Souto
A Associação Recreativa e Cultural do Vale do Souto (ARCVASO), freguesia do Mosteiro (Oleiros), Portugal foi fundada em 13 de Março de 1989 e tem como objectivos a criação de condições para o desenvolvimento da aldeia, a preservação das tradições e a dinamização recreativa e cultural.

## Principais actividades
1. Folha informativa, trimestral "Entre Nós" que é dirigida por Belmiro Luís;
2. Grupo de Cantares do Vale do Souto;
3. Grupo de Cantares Juvenil do Vale do Souto;
4. Escola de Música;
5. Festival de Harmónios e Cantares ao Desafio denominado HARMOVASO, no primeiro fim-de-semana de Agosto. Este festival tem como objectivo principal o não deixar perder o toque do harmónio, nstrumento muito popular nesta zona nos tempos dos nossos avós, e também tentar reviver as tradições, tais como A Malha do Centeio; Os passos do Linho; A Cadima (Serração manual); A Fabricação de Aguardente de Medronho; O Forno a Lenha, A Desfolhada do Milho.
6. Reviver das tradições, tais como:
  - Cantar das janeiras;
  - Divisão do burro;
  - Fogueiras de S.João;
  - Magusto anual;
7. Promoção do vinho calum;
8. Passeio pedestre, co-organizado com a Junta de Freguesia do Mosteiro e a Grupo Desportivo Maltês do Mosteiro;
9. Passeio de tractores;
10. Concurso da casa florida.

## Direcção
Presidente: José Teotónio Pedroso dos Reis Matias